# Lauri Leppänen
Lauri Aukusti Leppänen, född 6 januari 1895 i Vittis, död 8 december 1977 i Helsingfors, var en finländsk skulptör.

## Biografi

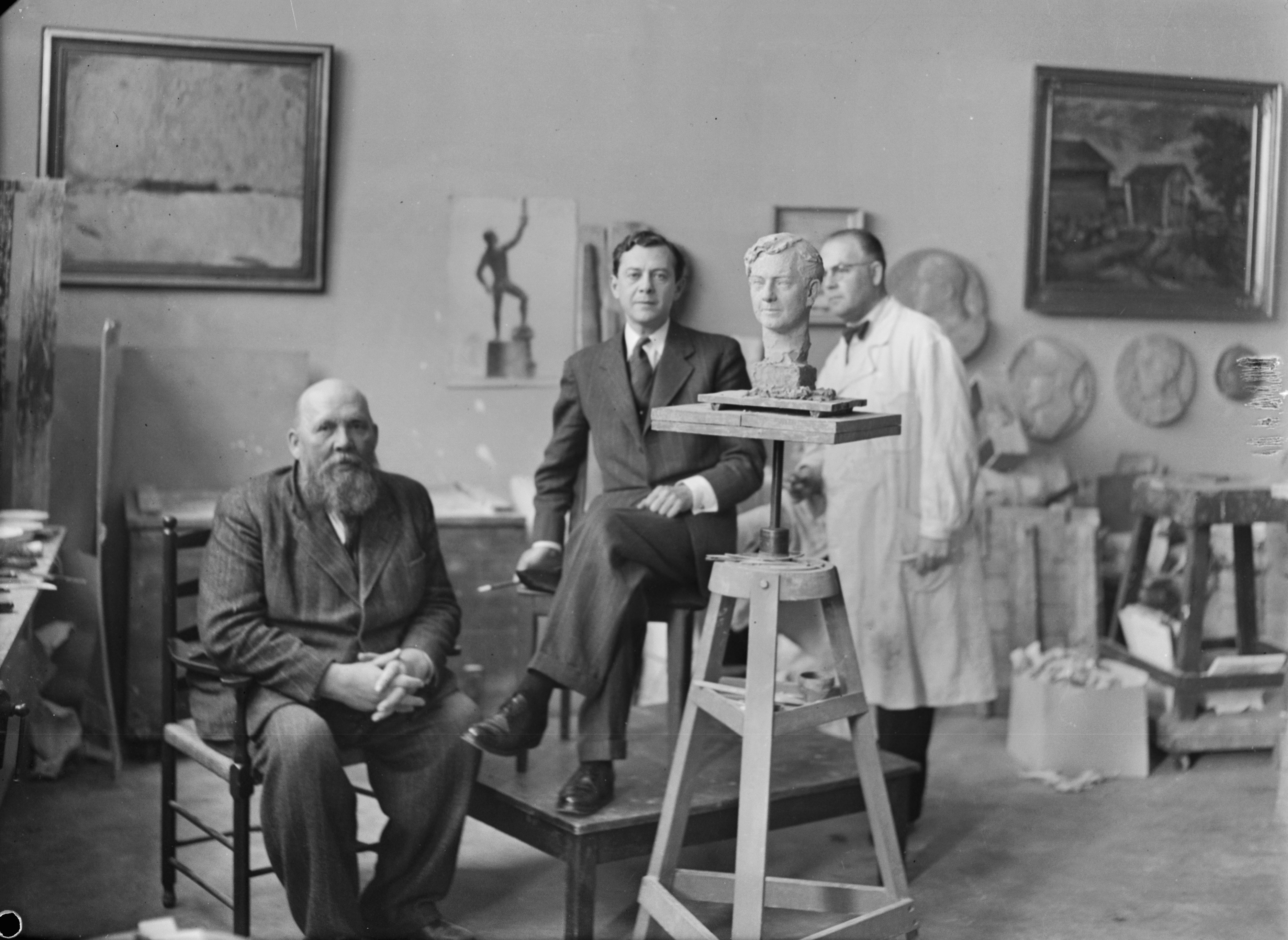
Lauri Leppänen 1946, när han utförde sin byst av författaren Jascha Golowanjuk. Längst till vänster även författaren Frans Emil Sillanpää.

Leppänen fick sin utbildning vid Centralskolan för konstflit 1908–1913 och Finska konstföreningens ritskola 1915.
Han var jägarkapten och utförde talrika krigarmonument, bl.a. Lockstedtlägrets jägarminnesmärke (1939) och Jägarstatyn i Vasa (1958). Han förevigade även flera kända kulturpersonligheter, t.ex. Minna Canth (staty i Tammerfors, 1951) och Eino Leino (Helsingfors, 1953). Till hans mera kända arbeten hör vidare Runeberg-minnesmärket i Gamla Vasa (1952) och Mannerheimstatyn i Seinäjoki (1955).
Leppänen erhöll Pro Finlandia-medaljen 1949 och förlänades professors titel 1969.